# Dereck Lively II
Pour les articles homonymes, voir Lively.
Dereck Jerome Lively II, né le 12 février 2004 à Philadelphie en Pennsylvanie, est un joueur américain de basket-ball. Il évolue au poste de pivot.

## Biographie

### Carrière universitaire
Entre 2022 et 2023, il joue pour les Blue Devils de Duke à l'université Duke.

### Carrière professionnelle

#### Mavericks de Dallas
Il est choisi en 12e position par le Thunder d'Oklahoma City puis immédiatement transféré vers les Mavericks de Dallas lors de la draft 2023 de la NBA.

## Palmarès

### Professionnel
- NBA All-Rookie Second Team en 2024.

### Universitaire
- ACC All-Defensive team en 2023.
- ACC All-Freshman team en 2023.

### Lycée
- McDonald's All-American en 2022.
- Jordan Brand Classic en 2022.
- Nike Hoop Summit en 2022.

## Statistiques
gras = ses meilleures performances

### Universitaires
| Saison    | Équipe   | Matchs | Titul. | Min./m | % Tir | % 3pts | % LF | Rbds/m. | Pass/m. | Int/m. | Ctr/m. | Pts/m. |
| --------- | -------- | ------ | ------ | ------ | ----- | ------ | ---- | ------- | ------- | ------ | ------ | ------ |
| 2022-2023 | Duke     | 34     | 24     | 20,6   | 65,8  | 15,4   | 60,0 | 5,41    | 1,09    | 0,50   | 2,41   | 5,21   |
| Carrière  | Carrière | 34     | 24     | 20,6   | 65,8  | 15,4   | 60,0 | 5,41    | 1,09    | 0,50   | 2,41   | 5,21   |

## Records sur une rencontre en NBA
Les records personnels de Dereck Lively II en NBA sont les suivants, :
| Type de statistique        | Saison régulière | Saison régulière           | Saison régulière | Playoffs | Playoffs                    | Playoffs      |
| Type de statistique        | Record           | Adversaire                 | Date             | Record   | Adversaire                  | Date          |
| -------------------------- | ---------------- | -------------------------- | ---------------- | -------- | --------------------------- | ------------- |
| Points                     | 22               | @ Bulls de Chicago         | 11 mars 2024     | 14       | @ Timberwolves de Minnesota | 24 mai 2024   |
| Paniers marqués            | 11               | @ Bulls de Chicago         | 11 mars 2024     | 6        | 2 fois                      | 2 fois        |
| Paniers tentés             | 13               | Trail Blazers de Portland  | 9 janvier 2025   | 8        | Clippers de Los Angeles     | 26 avril 2024 |
| Paniers à 3 points réussis | -                | -                          | -                | 1        | Celtics de Boston           | 14 juin 2024  |
| Paniers à 3 points tentés  | 1                | 2 fois                     | 2 fois           | 1        | Celtics de Boston           | 14 juin 2024  |
| Lancers francs réussis     | 5                | @ Raptors de Toronto       | 7 décembre 2024  | 8        | Thunder d'Oklahoma City     | 11 mai 2024   |
| Lancers francs tentés      | 9                | 2 fois                     | 2 fois           | 12       | Thunder d'Oklahoma City     | 11 mai 2024   |
| Rebonds offensifs          | 7                | 4 fois                     | 4 fois           | 7        | Celtics de Boston           | 14 juin 2024  |
| Rebonds défensifs          | 13               | @ Warriors de Golden State | 30 décembre 2023 | 11       | Thunder d'Oklahoma City     | 18 mai 2024   |
| Rebonds totaux             | 16               | 3 fois                     | 3 fois           | 15       | Thunder d'Oklahoma City     | 18 mai 2024   |
| Passes décisives           | 8                | Nuggets de Denver          | 12 janvier 2025  | 3        | 4 fois                      | 4 fois        |
| Interceptions              | 4                | @ Pacers de l'Indiana      | 25 février 2024  | 2        | Celtics de Boston           | 12 juin 2024  |
| Contres                    | 7                | Thunder d'Oklahoma City    | 2 décembre 2023  | 4        | Thunder d'Oklahoma City     | 13 mai 2024   |
| Balles perdues             | 5                | Grizzlies de Memphis       | 3 décembre 2024  | 3        | @ Thunder d'Oklahoma City   | 15 mai 2024   |
| Minutes jouées             | 41               | Magic d'Orlando            | 29 janvier 2024  | 30       | Celtics de Boston           | 12 juin 2024  |

- Double-double : 18 (dont 4 en playoffs)
- Triple-double : 0

Dernière mise à jour : 9 janvier 2025